# Careproctus micropus
Careproctus micropus är en fiskart som först beskrevs av Günther, 1887.  Careproctus micropus ingår i släktet Careproctus och familjen Liparidae. Inga underarter finns listade.